# Thouars Foot 79
 (septembre 2023).
Si vous disposez d'ouvrages ou d'articles de référence ou si vous connaissez des sites web de qualité traitant du thème abordé ici, merci de compléter l'article en donnant les références utiles à sa vérifiabilité et en les liant à la section « Notes et références ».
Maillots
Dernière mise à jour : 18 octobre 2023.
Le Thouars Foot 79 est un club de football français fondé  en 1930 et basé à Thouars dans les Deux-Sèvres. Il évolue actuellement en championnat de Régional 1 en Ligue de football Nouvelle-Aquitaine.

## Histoire
Le Club sportif des cheminots thouarsais change de nom en 1998 pour devenir le  Thouars Foot 79 .
Depuis son titre de Champion du Centre-Ouest en 1984, le club évolua au niveau national durant vingt-six saisons dont sept de 1994 à 2001 en National.

## Bilan par saison
| Saison    | Division | Classement | Meilleur buteur  | Nombre de buts | Coupe de France | Coupe de la Ligue |
| --------- | -------- | ---------- | ---------------- | -------------- | --------------- | ----------------- |
| 1999-2000 | National | 14e        | Stéphane Maubert | 10             | 16e de finale   |                   |
| 1997-1998 | National | 14e        | Stéphane Maubert | 12             | 32e de finale   |                   |

## Palmarès
- Division 4
  - Vainqueur du groupe G et finaliste du championnat 1991.

- Championnat de Division d'Honneur Centre-Ouest (1)
  - Champion : 1984 et 2011

- Coupe de la Ligue du Centre-Ouest (1)
  - Vainqueur : 1997 (rés.)

## Coupe de France
Le meilleur résultat du club est une participation aux huitièmes de finale en 1995-1996 contre Nîmes après avoir éliminé Nozay en trente-deuxièmes et Martigues en seizièmes.
Les plus beaux épisodes du club en Coupe de France sont aussi les trois trente-deuxièmes de finale perdus contre Paris SG en 1997-1998, 1998-1999 et 2000-2001 et les deux seizièmes de finale perdus contre Le Havre en 1994-1995 après avoir éliminé Vannes et contre Monaco en 1999-2000 après avoir éliminé Nancy.

## Logos

Logo du CSC Thouars
Logo jusqu'en 2020
Logo depuis 2020

## Personnalités

### Entraîneurs
- 1982-1997 :  Bertrand Marchand
- 1997-déc. 2000 :  Thierry Goudet
- Déc. 2000-2001 :  Jacky Lemée
- 2001-2003 :  Christian Felci
- 2003-2010 :  Jean-Philippe Faure

### Joueurs
- Pierre-Emmanuel Bourdeau
- Jean-Pierre Brucato
- Edward Dixon
- Richmond Forson
- Nicolas Goussé
- Stéphane Grégoire
- Bertrand Marchand
- Denis Ribeiro
- Jérémy Stinat
- Xavier Dudoit